# پاوو یاناس
پاوو یاناس ((به لهستانی: Paweł Janas)؛ زادهٔ ۴ مارس ۱۹۵۳) بازیکن بازنشسته فوتبال در پست مدافع و مربی فوتبال اهل لهستان است.

## باشگاهی
از باشگاه‌هایی که در آن بازی کرده‌است می‌توان به اوسر و لگیا ورشو اشاره کرد.

## تیم ملی
وی همچنین در تیم ملی فوتبال لهستان بازی کرده‌است.